# Горній Дарувар
45°36′00″ пн. ш. 17°11′00″ сх. д. / 45.6° пн. ш. 17.18333333° сх. д.
Горній Дарувар (хорв. Gornji Daruvar) — населений пункт у Хорватії, у Б'єловарсько-Білогорській жупанії у складі міста Дарувар.

## Населення
Населення за даними перепису 2011 року становило 436 осіб.
Динаміка чисельності населення поселення: